# 蜃気楼の女
『蜃気楼の女』（しんきろうのおんな、原題：英語: Possessed）は、1931年に製作・公開されたアメリカ合衆国の映画である。

## 概要
エドガー・セルウィンの戯曲を基にクラレンス・ブラウンが監督、ジョーン・クロフォードとクラーク・ゲーブルが主演した。

## キャスト
- マリアン・マーティン：ジョーン・クロフォード
- マーク・ホイットニー：クラーク・ゲーブル
- アル・マニング：ウォーレス・フォード

## スタッフ
- 監督：クラレンス・ブラウン
- 製作：クラレンス・ブラウン、アーヴィング・タルバーグ（クレジットなし）、ハリー・ラプフ（クレジットなし）
- 脚本：レノア・J・コフィ
- 音楽：チャールズ・マクスウェル（クレジットなし）
- 撮影：オリヴァー・T・マーシュ
- 編集：ウィリアム・レヴァンウェイ
- 美術：セドリック・ギボンズ
- 衣裳：エイドリアン
- 録音：ダグラス・シアラー